# Olivetská hora (Jizerské hory)
Olivetská hora (dříve německy: Grosse Steinberg, posléze Ölberg) s 886 m n. m. je vrchol v Jizerských horách. Vede přes něj po zpevněné cestě modrá turistická značka a v její trase také lyžařská Jizerská magistrála. Prochází tudy též Nová poutní cesta přivádějící poutníky z Liberecka do Hejnic k tamnímu kostelu Navštívení Panny Marie. Na jejím východním úbočí pramení Černá Nisa a ze západní strany vrchol obtéká řeka Jeřice. Severovýchodním směrem od vrcholu se nachází rozcestník turistických cest pojmenovaný „Bílá kuchyně – rozcestí“, jihovýchodně „Pod Olivetskou horou“ a jihozápadně „Závory“.
Pojmenování hory je odvozeno od obrázku s výjevem biblické Olivetské hory, který kdysi někdo pověsil na jeden ze zdejších stromů. Český název je překladem německého Ölberg či Oelberg nebo Öhlberg a začal se objevovat před druhou světovou válkou během první republiky.